# Albion Rovers Football Club
El Albion Rovers Football Club es un club de fútbol de Escocia, con sede en Coatbridge. Fue fundado en 1882 y compite en la Lowland Football League, quinta categoría del fútbol escocés.

## Entrenadores
- Archie Montgomery (1920-1922)
- Willie Reid (1922-1929)
- Webber Lees (1929-1935)
- John Weir (1935-1937)
- Webber Lees (1937-1949)
- Robert Beath (1950-1952)
- Tom Fagan (1952-1953)
- Jackie Hutton (1953-1961)
- Duncan McGill (1961-1962)
- Willie Telfer (1962-1965)
- Bobby Flavell (1965-1966)
- Jackie Stewart (1966-1968)
- Jimmy Harrower (1969)
- Bobby Flavell (1969-1972)
- Frank Beattie (1972-1973)
- Ralph Brand (1973-1974)
- George Caldwell (1974-1976)
- Sam Goodwin (1976-1981)
- Harry Hood (1981)
- Joe Baker (1981-1982)
- Derek Whiteford (1982)
- Martin Ferguson (1982-1983)
- Billy Wilson (1983-1984)
- Benny Rooney (1984)
- Andy Ritchie (1984)
- Joe Baker (1984-1985)
- Ray Franchetti (1985-1986)
- Tommy Gemmell (1986-1987)
- Dave Provan (1987-1991)
- Mick Oliver (1991-1992)
- Billy McLaren (1992-1993)
- Tommy Gemmell (1993-1994)
- Tom Spence (1994-1995)
- Jimmy Crease (1995)
- Vinnie Moore (1996-1998)
- Billy McLaren (1998-1999)
- Mark Shanks (1999-2000)
- John McVeigh (2000-2002)
- Peter Hetherston (2002-2003)
- Kevin McAllister (2003-2005)
- Jimmy Lindsay (interino) (2005)[1]
- Jim Chapman (2005-2007)[2][3]
- John McCormack (2007-2008)[3][4]
- Paul Martin (2008-2012)[4][5]
- Todd Lumsden (2012-2013)[6]
- James Ward (2013–2014)[7]
- Darren Young (2014-2017)[7][8]
- Brian Kerr (2017-2018)[8][9]
- John Brogan (2018)[10]
- Kevin Harper (2018-2020)[11]
- Brian Reid (2020-2023)
- Sandy Clark (2023-)

## Palmarés

### Torneos nacionales
- Segunda División de Escocia (1): 1933-34
- Tercera División de Escocia (1): 1988-89
- Cuarta División de Escocia (1): 2014-15